# 28.º governo republicano (Portugal)
O 28.º governo da Primeira República Portuguesa, nomeado a 30 de novembro de 1920 e exonerado a 2 de março de 1921, foi liderado por Liberato Pinto.
A sua constituição era a seguinte:
| Cargo                               | Detentor | Detentor                                        | Período                                          |
| ----------------------------------- | -------- | ----------------------------------------------- | ------------------------------------------------ |
| Presidente do Ministério            |          | Liberato Pinto (1880–1949)                      | 30 de novembro de 1920 a 2 de março de 1921      |
| Ministro do Interior                |          | Liberato Pinto (1880–1949)                      | 30 de novembro de 1920 a 2 de março de 1921      |
| Ministro da Justiça e dos Cultos    |          | Artur Lopes Cardoso (1881–1968)                 | 30 de novembro de 1920 a 2 de março de 1921      |
| Ministro das Finanças               |          | Francisco da Cunha Leal (1888–1970)             | 30 de novembro de 1920 a 22 de fevereiro de 1921 |
| Ministro das Finanças               |          | Liberato Pinto (interino) (1880–1949)           | 22 de fevereiro de 1921 a 2 de março de 1921     |
| Ministro da Guerra                  |          | Álvaro de Castro (1878–1928)                    | 30 de novembro de 1920 a 2 de março de 1921      |
| Ministro da Marinha                 |          | Júlio Martins (1878–1922)                       | 30 de novembro de 1920 a 4 de fevereiro de 1921  |
| Ministro da Marinha                 |          | Liberato Pinto (interino) (1880–1949)           | 4 de fevereiro de 1921 a 2 de março de 1921      |
| Ministro dos Negócios Estrangeiros  |          | Domingos Pereira (1882–1956)                    | 30 de novembro de 1920 a 2 de março de 1921      |
| Ministro do Comércio e Comunicações |          | António Joaquim Ferreira da Fonseca (1887–1937) | 30 de novembro de 1920 a 2 de março de 1921      |
| Ministro das Colónias               |          | António de Paiva Gomes (1878–1939)              | 30 de novembro de 1920 a 2 de março de 1921      |
| Ministro da Instrução Pública       |          | Augusto Nobre (1865–1946)                       | 30 de novembro de 1920 a 2 de março de 1921      |
| Ministro do Trabalho                |          | José Domingues dos Santos (1887–1958)           | 30 de novembro de 1920 a 2 de março de 1921      |
| Ministro da Agricultura             |          | João Gonçalves (1874–1956)                      | 30 de novembro de 1920 a 2 de março de 1921      |